# Andrzej Waligórski (antropolog)
Andrzej Onufry Waligórski (ur. 12 grudnia 1908 w Krakowie, zm. 8 sierpnia 1974 tamże) – polski antropolog kultury, językoznawca, afrykanista, profesor Uniwersytetu Jagiellońskiego i Uniwersytetu Warszawskiego.

## Życiorys
Andrzej Waligórski urodził się 12 grudnia 1908 roku w Krakowie w rodzinie inteligenckiej jako syn Jana Waligórskiego h. Odrowąż, doktora praw i sekretarza Uniwersytetu Jagiellońskiego i Magdaleny z d. Łobaczewskiej.
W 1926 ukończył III Państwowe Gimnazjum im. Króla Jana III Sobieskiego w Krakowie i wstąpił na Wydział Filozoficzny UJ. Studiował filozofię analityczną w duchu szkoły lwowsko-warszawskiej (tzw. filozofię ścisłą), językoznawstwo oraz anglistykę. Był studentem Romana Dyboskiego i według relacji syna utrzymywał kontakty z językoznawcą z Uniwersytetu Jana Kazimierza, Jerzym Kuryłowiczem. W 1931 roku uzyskał stopień magistra z zakresu językoznawstwa. W 1932 otrzymał stypendium z Funduszu Kultury Narodowej na dalsze studia w Londynie, gdzie pod wpływem Bronisława Malinowskiego porzucił zainteresowania lingwistyczne na rzecz etnologicznych. Po powtórnym uzyskaniu stypendium był obok Kuryłowicza i Jomo Kenyatty słuchaczem seminarium językoznawczego Malinowskiego w London School of Economics i w 1938 obronił napisaną pod jego kierunkiem rozprawę doktorską Język sugestii, magii i propagandy we współczesnym społeczeństwie brytyjskim (The Language of Suggestion, Magic and Propaganda). Powrócił do Polski, gdzie objął stanowisko pracownika naukowego w Państwowym Instytucie Kultury Wsi w Warszawie, kierowanym przez Józefa Chałasińskiego, z którym według relacji syna współpracował w projektach rozwoju spółdzielczości chłopskiej. Równocześnie prowadził wykłady na Naukowym Wyższym Kursie Spółdzielczym przy Wydziale Rolnym UJ w Krakowie.
W 1939 wziął udział w kampanii wrześniowej w składzie 3 Batalionu Strzelców, w pierwszej połowie października był dowódcą kompanii w oddziale partyzanckim mjr. Jana Cichockiego w lasach Zamojszczyzny. Dostał się do niewoli, uciekł z obozu jenieckiego przez zieloną granicę na Węgry, skąd dostał się do Paryża. W 1940 wstąpił do Wojska Polskiego formowanego we Francji. Rozkazem ministra spraw wojskowych gen. Władysława Sikorskiego został odkomenderowany do pracy naukowo-politycznej w Królewskim Instytucie Spraw Międzynarodowych w Londynie. Wygłaszał w tym czasie w Anglii i Szkocji liczne odczyty propagandowo-informacyjne dla obywateli brytyjskich w interesie sprawy polskiej.
Po II wojnie światowej powrócił do pracy ściśle naukowej. Od 1946 do 1948 prowadził przy wsparciu Uniwersytetu Londyńskiego i rządu Wielkiej Brytanii badania terenowe w Kenii wśród nilockiego plemienia Luo. Były to pierwsze w dziejach polskiej etnologii nowoczesne, stacjonarne badania empiryczne w Afryce.
W 1948 zrezygnował z możliwości pracy na Uniwersytecie Londyńskim, wrócił z rodziną do Polski i został adiunktem w Katedrze Etnografii Ogólnej i Socjologii UJ, kierowanej przez Kazimierza Dobrowolskiego. W 1955 otrzymał tytuł docenta. W PRL doświadczył licznych szykan i upokorzeń polityczno-administracyjnych; jego doświadczenia zebrane na Zachodzie i w Afryce Tropikalnej były na krakowskiej uczelni ignorowane i lekceważone w dydaktyce i profilach badawczych.
W latach 1962–63 zlecono mu wykłady dla studentów etnografii Uniwersytetu Warszawskiego, a potem w utworzonym Studium Afrykanistycznym UW – został członkiem Rady Naukowej. Wszedł także w skład Rady Naukowej Pracowni Zagadnień Społecznych i Kulturalnych Afryki Współczesnej PAN w Warszawie. W Krakowie został mianowany członkiem Komisji Socjologicznej, Komisji Orientalistycznej oraz Komisji Etnograficznej, działających przy oddziale PAN. Od powrotu do kraju rozwijał działalność w Polskim Towarzystwie Ludoznawczym, którego był od 1962 do 1963 prezesem. Od 1962 kierował Zakładem Etnografii i Socjologii Ludów Afrykańskich w Katedrze Etnografii Ogólnej i Socjologii UJ, a w 1969 otrzymał nominację na profesora nadzwyczajnego UJ.
Po reorganizacji struktur UJ został w 1973 kierownikiem Zakładu Kultury i Oświaty w Instytucie Socjologii. W tym samym roku opublikował podręcznik antropologii kulturowej Antropologiczna koncepcja człowieka.
Zmarł 8 sierpnia 1974 roku w Krakowie; pochowano go na cmentarzu Rakowickim cmentarzu wojskowym przy ul. Prandoty w Krakowie (kw. LXXXVI-1-41).

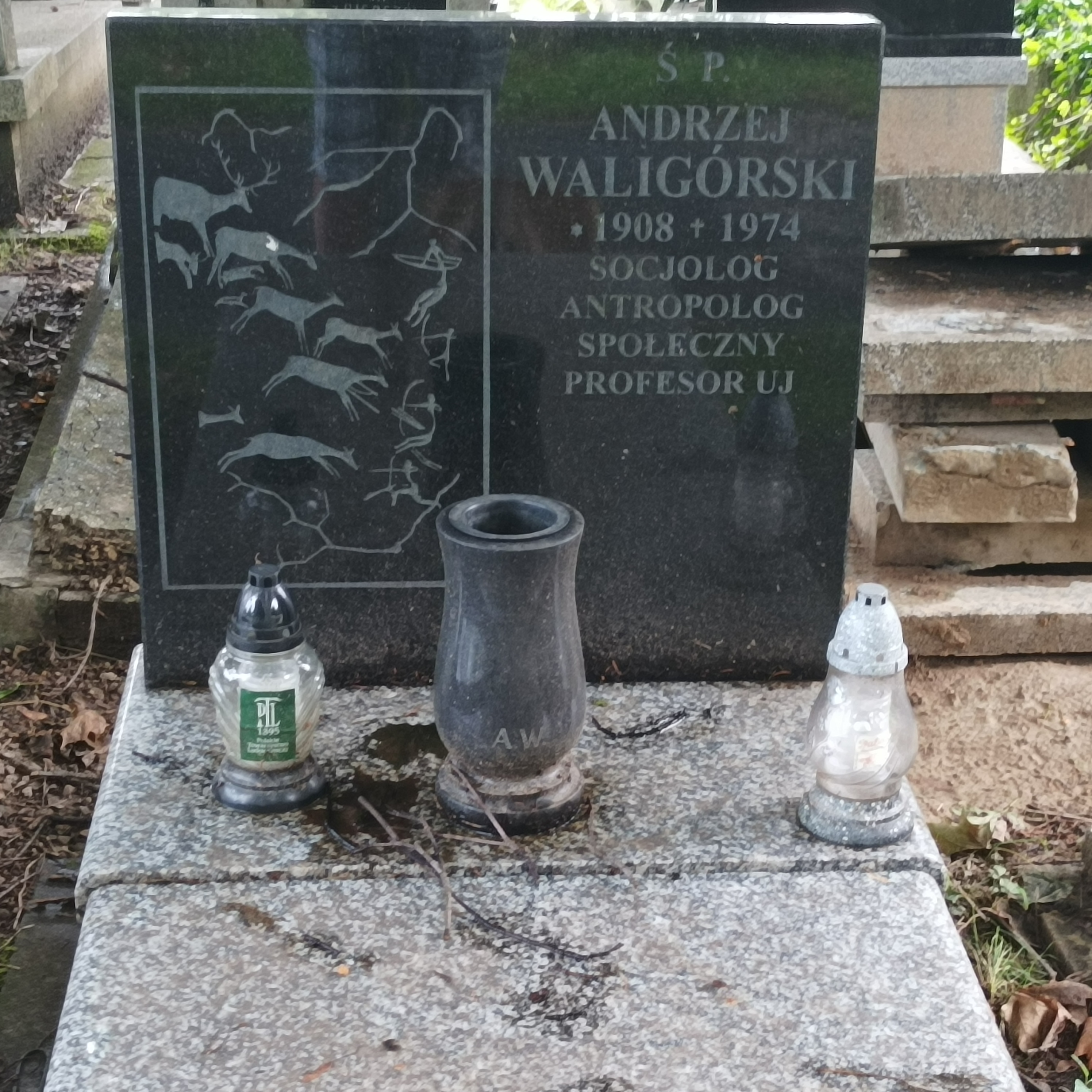
Grób prof. Andrzeja Waligórskiego na cmentarzu wojskowym przy ul. Prandoty w Krakowie

## Podejście naukowe
Waligórski był zwolennikiem funkcjonalizmu, który uznawał za zwieńczenie ewolucji paradygmatów naukowych. Jego stanowisko wobec marksizmu polegało na wykazywaniu jego zbieżności z funkcjonalizmem, natomiast ze strukturalizmem nie podejmował dyskusji, odrzucając go jako nowinkę.

## Publikacje
- Społeczność afrykańska w procesie przemian 1890–1949. Studium wschodnioafrykańskiego plemienia Luo, Warszawa 1969
- Antropologiczna koncepcja człowieka, Warszawa 1973

## Życie prywatne
Ze związku z Angielką pochodzącą poprzez ojca z Irlandii Północnej miał syna Michaela (Michała), fizyka jądrowego oraz córkę.